# Hawrani Potok
Hawrani Potok (słow. Havran, Havrani potok) – potok, prawy dopływ Jaworowego Potoku. Cała jego zlewnia znajduje się w słowackich Tatrach Bielskich. Wypływa na wysokości około 1600 m w górnej części progu Hawraniego Kotła. Na odcinku od Hawranich Polan aż po wysokość około 950 m n.p.m. koryto potoku jest wąskie i głęboko wcięte w skały – jest to tzw. Hawrani Kanion. W korycie potoku na tym odcinku znajdują się liczne progi o wysokości od kilku do kilkudziesięciu metrów. W środkowej części Hawraniego Kanionu uchodzi do Hawraniego Potoku duży Nowy Żleb. Po opuszczeniu Hawraniego Kanionu potok spływa w kierunku północno-wschodnim dolną częścią Doliny Hawraniej. Zachodnie jej zbocza tworzy Mały Wierch, wschodnie Czarny Wierch. Na wysokości około 980 m uchodzi  do niego z prawej strony Czarny Potok. Od tego miejsca Hawrani Potok zmienia kierunek na północno-zachodni, opływając podnóża Małego Wierchu. Przepływa pod Drogą Wolności i na wysokości około 910 m uchodzi do Jaworowego Potoku jako jego prawy dopływ. Kilkadziesiąt metrów przed ujściem przyjmuje z prawej strony drugi dopływ – niewielki Goliasowski Potok.
Woda występuje w korycie Hawraniego Potoku tylko na niektórych odcinkach. Stale występuje na progu Hawraniego Kotła i w najwyższej części Hawraniej Równi. W Hawranim Kanionie przepływ wody jest bardzo zmienny i często brak w nim wody.
Na odcinku od połączenia się koryt Hawraniego i Czarnego Potoku do ujścia Hawrani Potok płynie przez Rów Podspadzki oddzielający Tatry od Magury Spiskiej.